# Bronnweiler
Bronnweiler ist mit seiner Gemarkungsfläche von 119 Hektar der kleinste der zwölf Stadtteile (Bezirke) der Kreisstadt Reutlingen im Landkreis Reutlingen in Baden-Württemberg.

## Geographie
Bronnweiler liegt rund zehn Kilometer südwestlich der Stadt Reutlingen am Rand der Schwäbischen Alb. Die unmittelbare Umgebung Bronnweilers zählt zum Stufenland des mittleren Braunjuras. In die durch die Blaukalkstufe (Braunjura-Gamma) gebildete Verebnungsfläche hat sich die Wiesaz eingeschnitten. In diesem Tal der Wiesaz entstand die Ansiedlung. Durch den Ort verläuft die Landesstraße 230, sie verbindet den Ort mit den Nachbargemeinden Gönningen und Gomaringen.

## Geschichte
Bronnweiler wird erstmals um 1100 im Hirsauer Codex erwähnt und die Größe, abgesehen von einem Herrenhof, mit vier Anwesen angegeben. Egilolf von Pfullingen schenkte dem Kloster Hirsau fünf Huben (niederdeutsch „Hufe“) in dem Weiler. Im 13. Jahrhundert waren die Herren von Stöffeln die größten Grundherren.

## Wappen
Als selbstständige Landgemeinde führte Bronnweiler ein eigenes Wappen:
Blasonierung: „In Silber auf einem schräglinken, S-förmig geschwungenen, durchgehenden, grünen Lindenast mit oben drei aufwärts und unten zwei nach links weisenden Blättern ein linksgewendeter goldbewehrter Kuckuck in natürlichen Farben mit aufgestellten Schwanzfedern.“

## Marienkirche

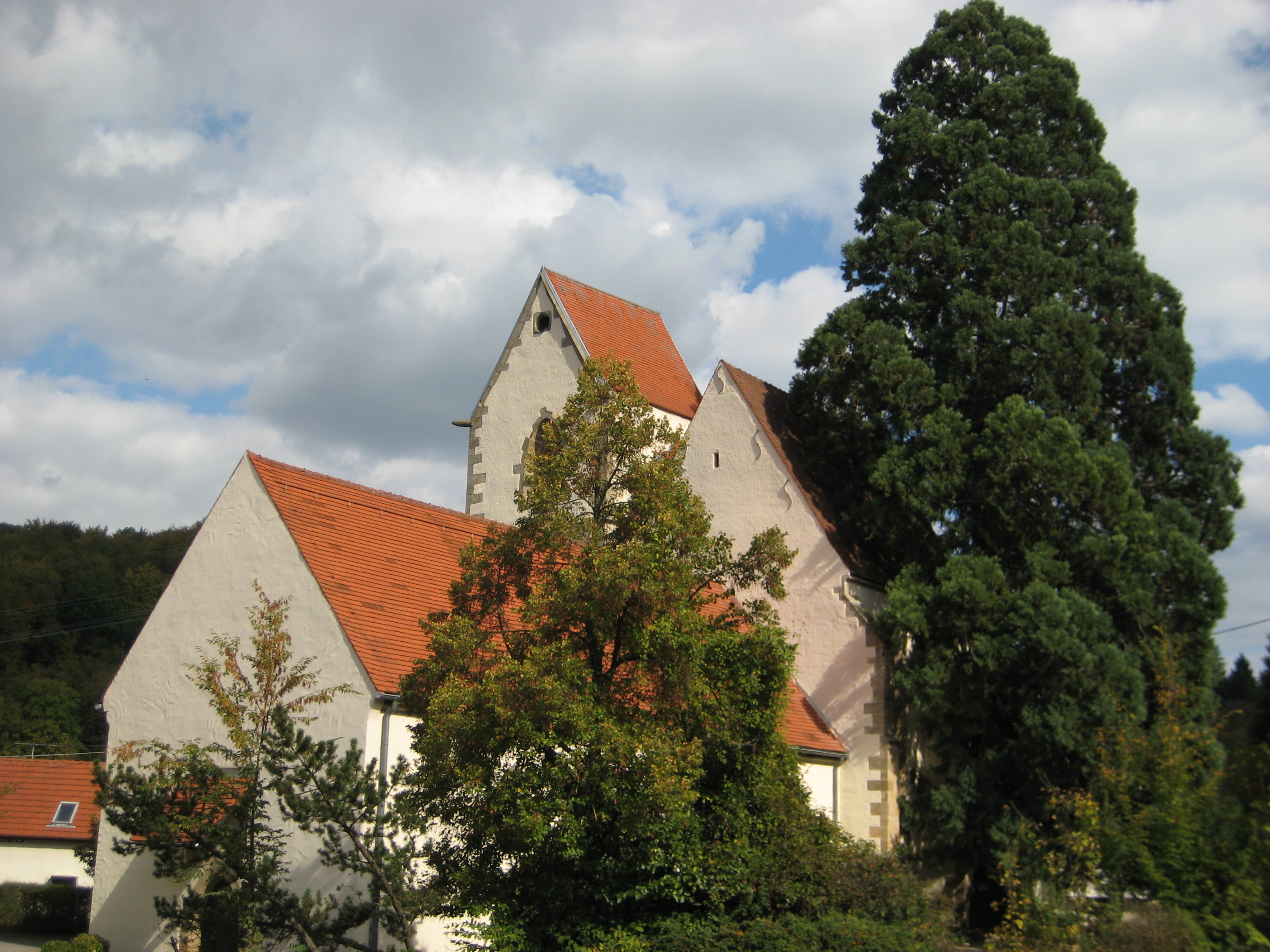
Die Marienkirche

Die Kirche in Bronnweiler besteht aus einem romanischen Saalbau aus der 1. Hälfte des 12. Jahrhunderts und einem Chor im gotischen Stil, dessen Grundstein 1415 gelegt wurde. Aus dieser Zeit des beginnenden 15. Jahrhunderts stammt auch der Turm. Der spätgotische Chor ist baugeschichtlich insofern bemerkenswert, als er eine Verwandtschaft mit Bauten der schwäbisch-böhmischen Parlerschule zeigt.
Kirche und Pfarrei sind 1275 erstmals erwähnt.

## Sonstiges

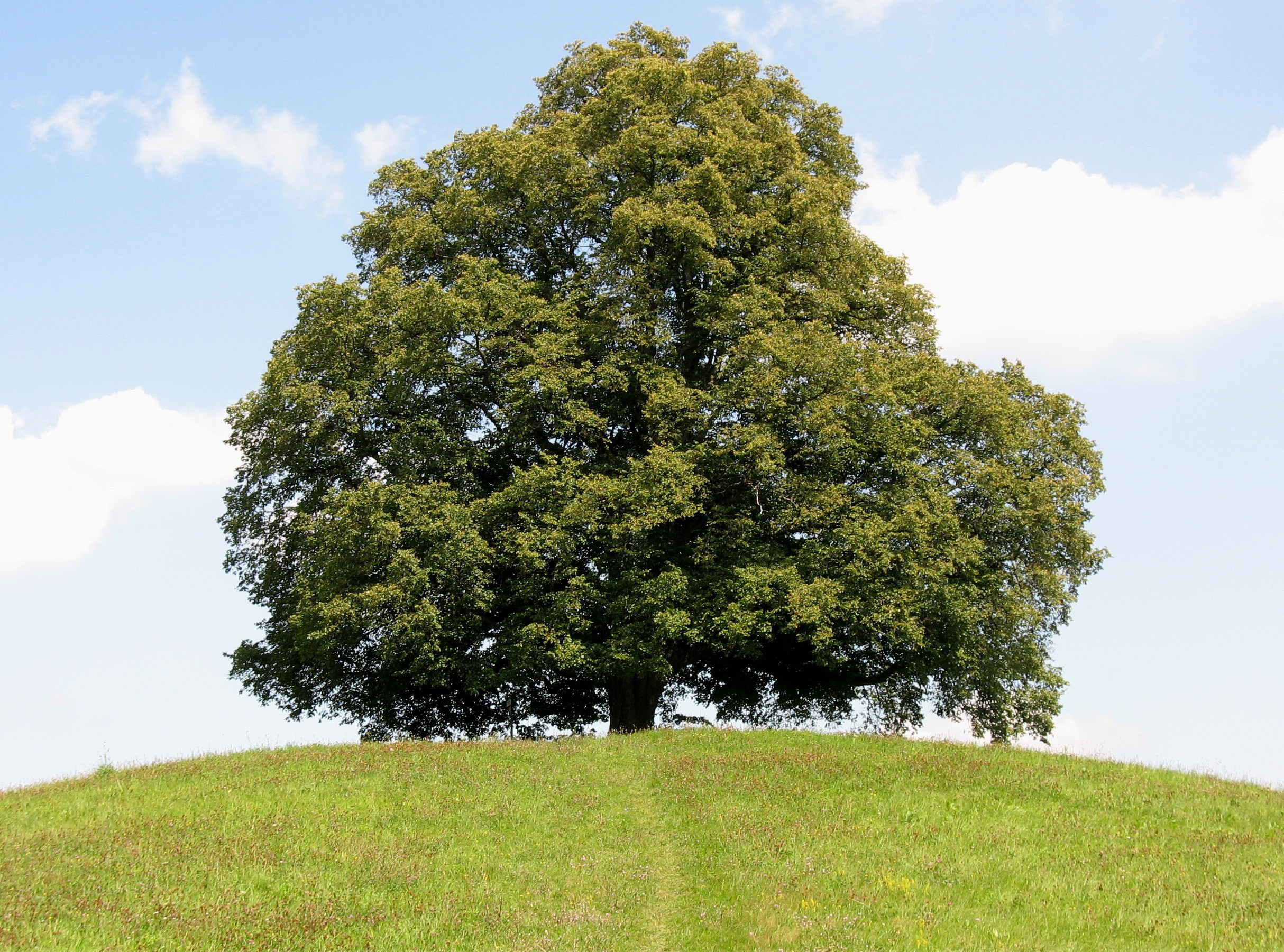
Die Friedenslinde

Vier denkmalgeschützte Bäume stehen auf der Bronnweiler Markung: Ein Riesenmammutbaum und drei Linden.
Der Mammutbaum (Wellingtonie – Sequoiadendron giganteum) befindet sich direkt an der Außenmauer des Chores der Marienkirche, herangezogen um 1860 aus Samen aus der Türkei auf Veranlassung von König Wilhelm I.
Die Friedenslinde steht weithin sichtbar und landschaftsprägend auf einem sonst kahlen Rundhügel über dem Ort, gepflanzt 1871 nach dem Deutsch-Französischen Krieg. Ebenso über der Ortschaft stehen die beieinander stehenden Bäume Schillerlinde (1905) und Lutherlinde (1917).